# 가모지마역
가모지마역(일본어: 鴨島駅)은 일본 도쿠시마현 요시노가와시에 위치한 시코쿠 여객철도 도쿠시마 선의 철도역이다. 역 번호는 B09이며, 상대식 승강장 2면 2선의 구조를 갖춘 지상역이다.

## 타는 곳
| 1 | ■ 도쿠시마 선 | 하행 | 아나부키 · 아와이케다 방면 |
| 2 | ■ 도쿠시마 선 | 상행 | 도쿠시마 방면              |

## 이용 현황
| 연도     | 하루 평균 | 연도     | 하루 평균 |
| 1995년도 | 1,670     | 2003년도 | 1,155     |
| 1996년도 | 1,619     | 2004년도 | 1,076     |
| 1997년도 | 1,492     | 2005년도 | 1,033     |
| 1998년도 | 1,398     | 2006년도 | 1,015     |
| 1999년도 | 1,335     | 2007년도 | 968       |
| 2000년도 | 1,285     | 2008년도 | 984       |
| 2001년도 | 1,266     | 2009년도 | 927       |
| 2002년도 | 1,216     | 2010년도 | 900       |
| -------- | --------- | -------- | --------- |

## 역 주변
- 요시노가와 시청
- 가모지마 보건소
- 국도 제192호선 · 국도 제318호선

## 인접 역
| 시코쿠 여객철도             | 시코쿠 여객철도 | 시코쿠 여객철도                   |
| --------------------------- | --------------- | --------------------------------- |
| B 02 구라모토 도쿠시마 방면 | 특급 '쓰루기산' | 아와야마카와 B 14 아와이케다 방면 |
| B 08 오에즈카 사코 방면     | 보통            | 니시오에 B 10 쓰쿠다 방면         |